# Mistrzostwa Świata w Maratonie MTB 2018
16. Mistrzostwa Świata w Maratonie MTB – zawody sportowe w maratonie MTB, które odbyły się 15 września 2018 roku we włoskim Auronzo di Cadore.

## Szczegóły
| Medal | Zawodnik             | Narodowość | Czas    |
| ----- | -------------------- | ---------- | ------- |
|       | Henrique Avancini    | Brazylia   | 5:08:28 |
|       | Daniel Geismayr      | Austria    | +0:02   |
|       | Héctor Páez          | Kolumbia   | +0:07   |
| 4     | Matthias Flückiger   | Szwajcaria | +1:41   |
| 5     | Samuele Porro        | Włochy     | +1:42   |
| 6     | Aleksiej Miedwiediew | Rosja      | +2:00   |
| 7     | Kristián Hynek       | Czechy     | +3:49   |
| 8     | Andreas Seewald      | Niemcy     | +5:32   |
| 9     | Juri Ragnoli         | Włochy     | +5:59   |
| 10    | Ole Hem              | Norwegia   | +8:32   |

| Medal | Zawodniczka            | Narodowość        | Czas    |
| ----- | ---------------------- | ----------------- | ------- |
|       | Annika Langvad         | Dania             | 4:53:13 |
|       | Christina Kollmann     | Austria           | +5:18   |
|       | Maja Włoszczowska      | Polska            | +12:12  |
| 4     | Gunn-Rita Dahle Flesjå | Norwegia          | +17:17  |
| 5     | Mara Fumagalli         | Włochy            | +17:24  |
| 6     | Ariane Lüthi           | Szwajcaria        | +17:30  |
| 7     | Esther Süss            | Szwajcaria        | +17:30  |
| 8     | Blaža Pintarič         | Słowenia          | +18:08  |
| 9     | Kate Courtney          | Stany Zjednoczone | +22:20  |
| 10    | Adelheid Morath        | Niemcy            | +24:46  |